# Teodoric IV de Frísia Occidental
Teodoric IV de Frísia Occidental nascut probablement cap a 1020 i assassinat a Dordrecht el 13 de gener de 1049, va ser  Comte de Frísia Occidental des de 1039 a 1049. Era fill de Teodoric III, comte de Frísia Occidental i d'Otelindis de Nordmark.

## Història
Va seguir la política del seu pare per incrementar el seu patrimoni i es va trobar en conflicte amb els bisbes d'Utrecht, així com amb altres bisbes i monestir dels voltants.
Aviat va haver de sostenir una guerra contra Balduí V, comte de Flandes. La causa de les seves diferències va ser aparentment els drets que Balduí pretenia sobre una part del Zuidbeveland, o el territori de Zelanda a l'oest del riu Escalda, pel que es va llançar en armes contra Teodoric.
Els annals de l'època són en aquest punt molt deficients. Es limiten a remarcar que el comte de Flandes va vèncer els seus enemics i va retornar triomfant als seus dominis. Aquesta derrota de les tropes de Teodoric va portar el bisbe d'Utrecht a recórrer novament a l'emperador Enric III el Negre en sol·licitud d'ajut. El 1046, l'emperador va acudir en persona per combatre'l amb una flota nombrosa que va destruir Rijnsburg, Vlaardingen i el fort de Keenenburg. El comte de Frísia Occidental es va veure espoliat de gran part de les seves terres i, en considerar-se massa feble per plantar cara a un enemic tan potent, va unir les seves forces a les del duc de Lorena qui acabava de revoltar-se contra l'emperador. Aquesta aliança va ser molt avantatjosa per a Teodoric, perquè el duc va prendre Nimega, on va incendiar el palau imperial, mentre que el comte d'altra banda va portar els horrors de la guerra a les diòcesis veïnes.
La vigorosa resistència de Teodoric no va servir més que per prolongar les hostilitats als dos bàndols. El 1047, l'emperador va equipar una nova flota i quan aquesta es trobava a la vista de Vlaardingen, Teodoric, amb alguns vaixells lleugers, la va atacar amb tant d'èxit que l'emperador va perdre la major part dels seus vaixells i ell mateix va haver de refugiar-se a Utrecht. Teodoric va aprofitar aquesta victòria i dirigir-se directament a la ciutat de Dordrecht que va recuperar sense obstacle, així com les seves altres possessions que l'havien tret abans.
Un accident desafortunat va embolicar novament Teodoric en la guerra. Invitat el 1048 a un torneig que tenia lloc a Lieja, va tenir la desgràcia de ferir el germà del bisbe de Colònia d'una llançada, a conseqüència del qual aquell va morir. Els bisbes de Lieja, Teoduí de Baviera i el de Colònia, per venjar-se, van fer assaltar en el camp el mateix Teodoric i tot el seu seguici. Dos germans naturals del comte hi van morir i ell es va salvar fugint cap a Dordrecht. Una vegada arribat a la ciutat va planejar una venjança brillant. En primer lloc va incendiar tots els vaixells mercants de Colònia i Lieja que estaven atracats al port i després va prohibir tot comerç amb els súbdits d'ambdós bisbes. Després, va expulsar de la ciutat tots els mercaders de Lieja i de Colònia que s'hi trobaven, sense permetre que s'enduguessin les seves mercaderies a més a més de fer-los pagar una forta multa. Els dos bisbes es van preparar promptament a una guerra oberta. Van comprometre en la disputa els bisbes d'Utrecht i de Metz, així com el marquès de Brandenburg. Aprofitant els gels del cru hivern es van presentar davant de Dordrecht, que els va ser lliurada per la traïció d'alguns nobles.
Tanmateix, Teodoric va reunir algunes tropes i sense soroll va arribar davant la ciutat i la va reprendre amb la mateixa astúcia amb la qual se l'havia arrabassat, Gerard van Putten el va obrir secretament les portes de la fortalesa. Va reunir de seguida el seu petit exèrcit amb ell qual va atacar amb tant de furor i bravesa els traïdors i l'enemic que s'havien introduït en la ciutat que els va forçar a abandonar-la amb els bisbes i el marquès. Però aquesta victòria va ser tanmateix dolenta. Quan l'endemà es passejava per les muralles, un dels soldats del bisbe de Colònia, des d'un lloc on s'havia amagat, li va llançar una fletxa emmetzinada que el va ferir en una cuixa i morí al cap de tres dies següents. El carrer on va succeir aquest assassinat porta el nom de Gravenstraat (carrer del Comte).
Teodoric III va morir sense descendència el seu germà Florenci el va succeir.